# Koumandara
Koumandara est une commune rurale située dans le département de Péni de la province du Houet dans la région des Hauts-Bassins au Burkina Faso.

## Géographie
Koumandara se trouve à 30 km au sud du centre de Bobo-Dioulasso sur la falaise de Banfora.

## Éducation et santé
Le centre de soins le plus proche de Koumandara est le centre de santé et de promotion sociale (CSPS) de gnanfongo et de moussobadougou , tandis que les hôpitaux de Bobo-Dioulasso assurent les soins plus importants.